# Santa Cruz Zenzontepec
Santa Cruz Zenzontepec là một đô thị thuộc bang Oaxaca, México. Năm 2005, dân số của đô thị này là 16773 người.